# Begonia aequatoguineensis
Begonia aequatoguineensis es una especie de planta de la familia Begoniaceae. Esta begonia es originaria de Guinea Ecuatorial. Fue descrita en 2010 por los botánicos Marc Simon Maria Sosef (nacido en 1960) y Norberto Nguema. El epíteto específico es aequatoguineensis que significa « de Guinea Ecuatorial».